# Wendt & Kühn
Wendt & Kühn KG est une entreprise fabricant des figurines en bois peintes et des boîtes à musique dans la tradition des Monts Métallifères, basée à Grünhainichen. Fondée en 1915 par Margarete Wendt et Margarete Kühn Ses fabrications ont désormais un caractère de musée et de collection.

## Historique

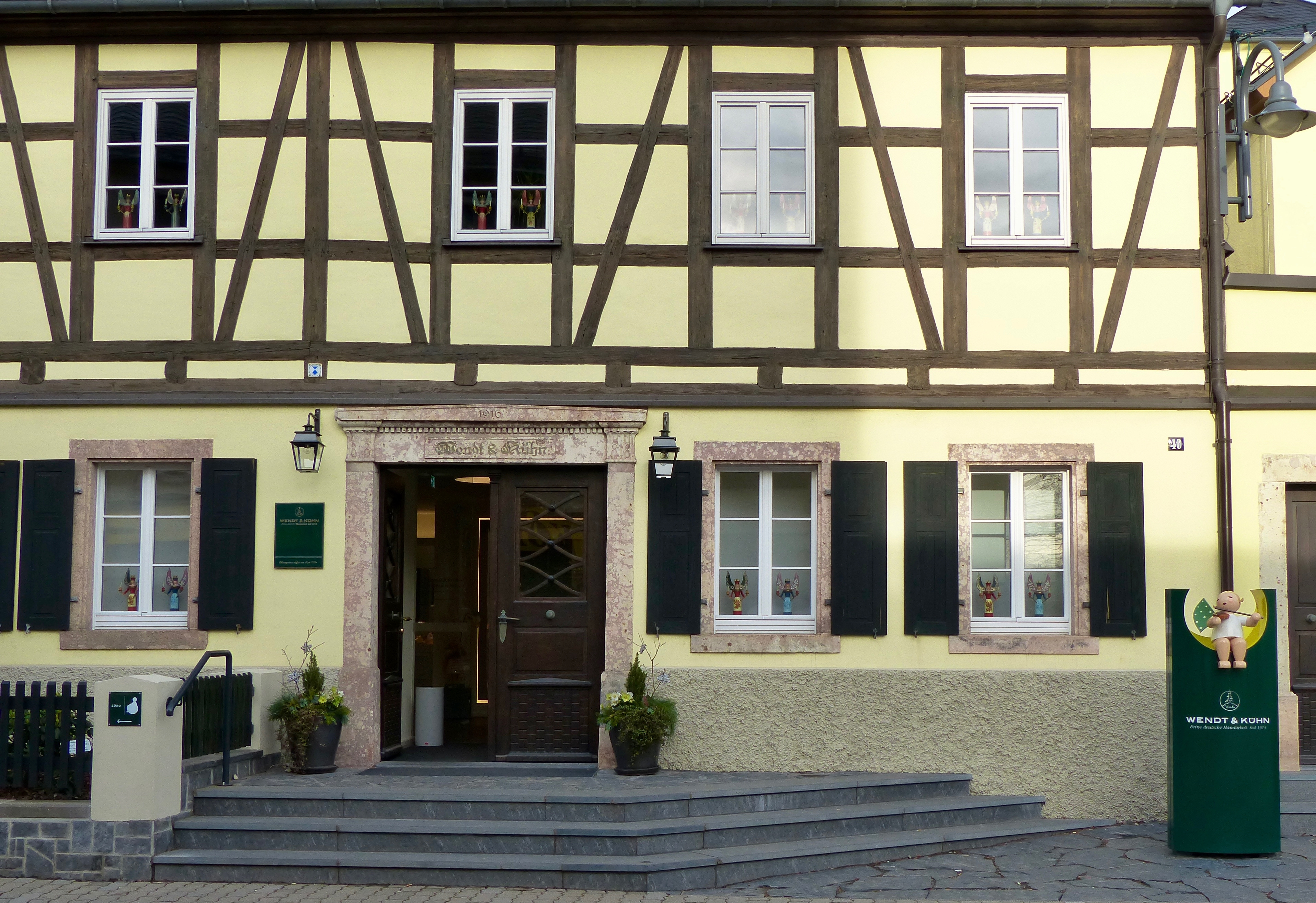
Siège social de l'entreprise à Grünhainichen

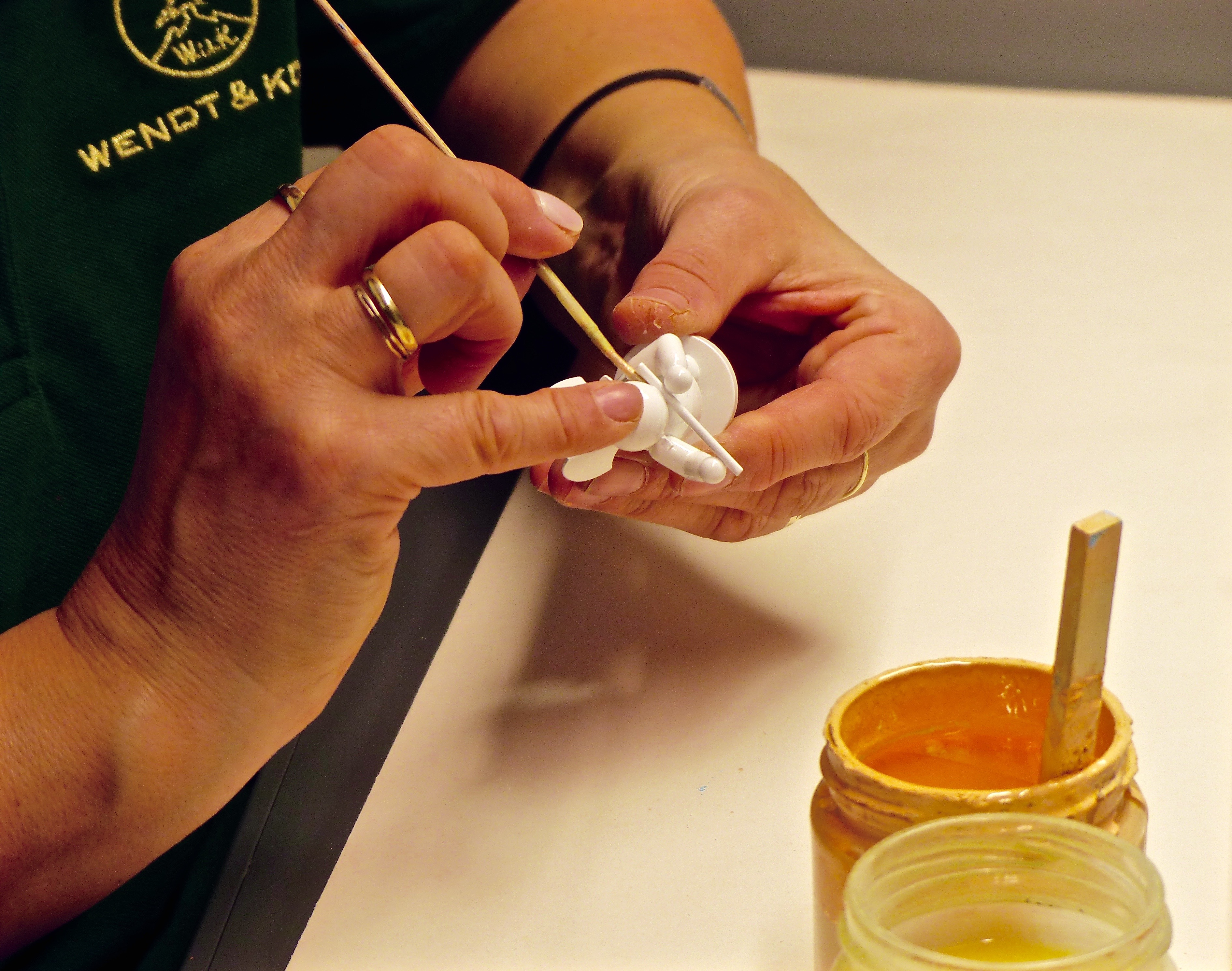
Peinture de figurine

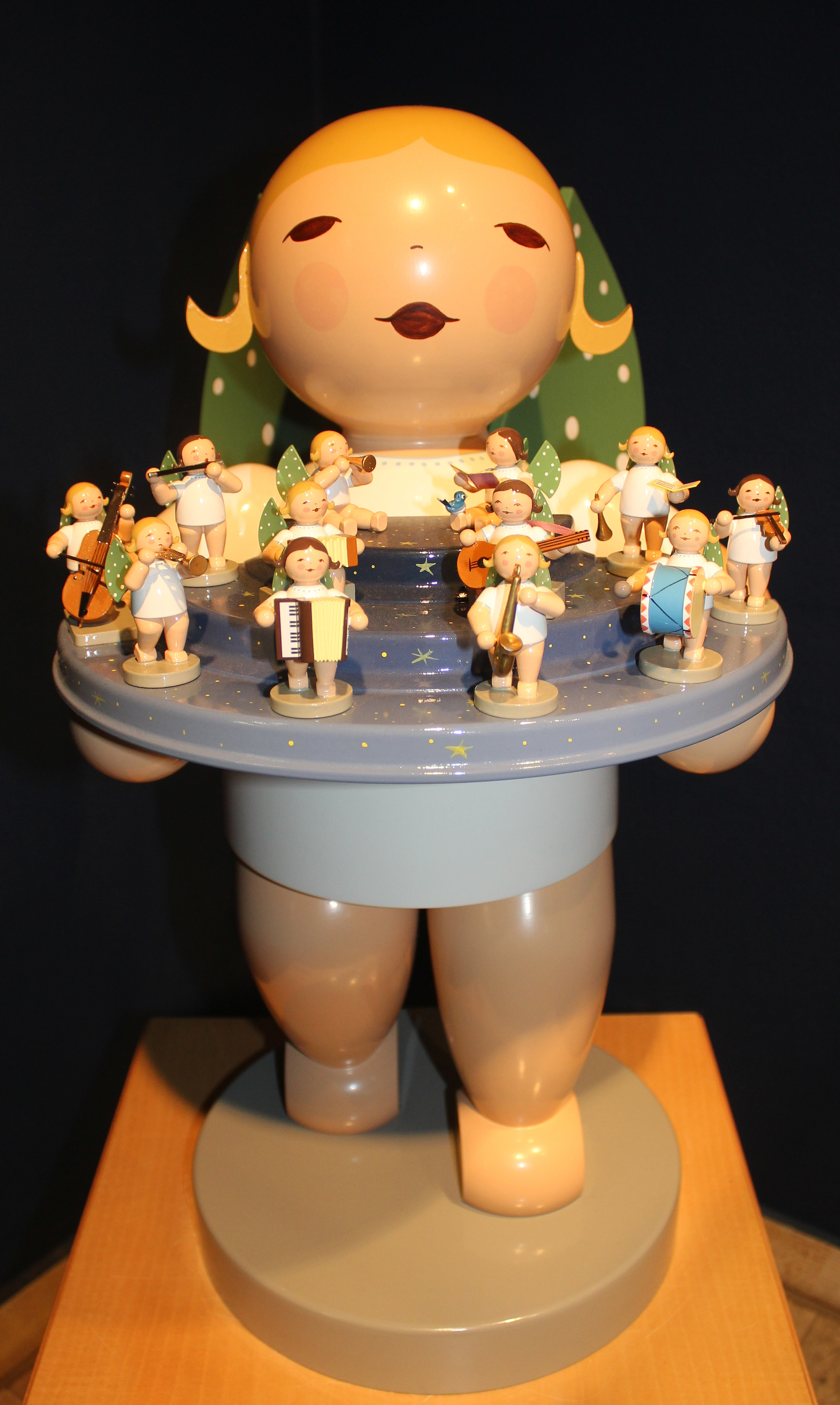
Figurines en bois de Wendt & Kühn à Seiffen

L'entreprise Wendt & Kühn est fondée le 1er octobre 1915 par Margarete Wendt et Margarete Kühn. Les deux jeunes femmes d'une vingtaine d'années se sont rencontrées à l'École royale des arts et métiers de Saxe (de) où elles sont parmi les premières femmes admises. Le logo de l'entreprise, réalisé par  Margarete Junge, leur professeure à l’École royale des arts et métiers, est enregistré auprès de l'Office des brevets du Reich en 1920,,,. 
Leur concept repose sur un design contemporain, moderne tout en étant  enraciné dans l'art populaire des Monts Métallifères. Les pièces sont fabriquées de manière traditionnelle avec un savoir-faire élaboré. Les figurines de Margarete Wendt se composent de plusieurs parties en bois tourné, qui donnent un effet de vivacité plus grand que les figurines aux bras plats courantes à l'époque. Au cours des premières années, l'entreprise produit principalement des boîtes en aggloméré peintes d'après les dessins de Margarete Kühn. Au printemps 1916, l'entreprise est représentée pour la première fois avec ses produits à la foire de Leipzig. Leurs figurines, les Beerensammler, remportent même une médaille d'or. Elles sont aussi remarquées par le Werkbund allemand et de nombreuses commandes arrivent,. La pénurie de main d'œuvre locale pendant la Première Guerre mondiale est compensée en 1917 par l'emploi de prisonniers de guerre français et russes qui travaillent comme tourneurs dans l'usine. En raison de la forte demande de croix funéraires, un département séparé de l'usine produit des pierres tombales en bois et des croix funéraires pendant la guerre,. 
Après la guerre en 1919, le frère de Margarete Wendt, Johannes Wendt, rejoint l'entreprise et reprend en charge la comptabilité. Un an plus tard, Olga Sommer (de),  également diplômée de l’École royale des arts et métiers est engagée comme designeuse. Elle a une influence significative sur le développement du design de la gamme de produits,.
Margarete Kühn se marie en 1920. Un accord entre elle et Margarete Wendt, stipulant qu'en cas de mariage d'une des cofondatrices, celle-ci devrait quitter l'entreprise, Margarete Kühn se retire. A cette époque, une femme mariée n'est pas compétente juridiquement seule. L'accord a pour but d'éviter l'arrivée d'une tierce personne.
Cependant, l'entreprise conserve le nom Wendt & Kühn qui est déjà bien connu. Après le départ de Margarete Kühn, l'accent se porte sur la menuiserie figurative et la gamme se développe. En 1925, Margerete Wendt conçoit trois anges musiciens, portant une torche, un violon ou une flûte – avec des ailes vertes avec onze points blancs caractéristiques. 
Depuis 1925, ces anges font partie du catalogue de produits de l'entreprise et sont protégés par un brevet sous le nom d'anges de Grünhainichen,.
En 1930, Olly Sommer épouse Johannes Wendt, le frère de Margarete Wendt. Après une stagnation des ventes due à la crise économique du début des années 1930, l'entreprise connaît une nouvelle expansion dans les années suivantes. Elle réalise des travaux de commande pour des cadeaux publicitaires et des cadeaux de Noël pour des entreprises, notamment les Wanderer-Werke Chemnitz, la compagnie d'assurance Volksfürsorge de Hambourg, la Brotunion Chemnitz (aujourd'hui Emil Reimann GmbH (de)) et les Krausswerke Schwarzenberg.  
À l’Exposition universelle de Paris en 1937, la société remporte à nouveau une médaille d’or et le Grand Prix. Ce succès marque la reconnaissance internationale pour Wendt & Kühn. De nouvelles créations, comme les figurines hollandaises, les poissonnières ou le cortège de Lucie suivent. 
Après le déclenchement de la Seconde Guerre mondiale, la situation économique de l'entreprise se dégrade à nouveau : outre une pénurie de main-d'œuvre et de matériaux, la gamme de produits - malgré les grands succès internationaux - ne correspond plus à l'esprit national-socialiste. Finalement, l'entreprise ajoute à sa production des modèles de navires et de véhicules militaires sans toutefois être directement impliquée dans l’industrie de l’armement. Johannes Wendt est arrêté en septembre 1945 et meurt fin 1945 au camp de prisonniers de guerre 437 à Tcherepovets,. 
En 1957, Margarete Grete Wendt confie la direction de l'entreprise à son neveu Hans Wendt (de), le fils d'Olly Sommer et Johannes Wendt, et se retire progressivement. L'entreprise est nationalisée en 1972 et renommée « VEB Werk-Kunst Grünhainichen » puis à nouveau privatisée le 1er juiller 1990. En 2011, l'entreprise est toujours gérée par des descendants de la famille Wendt,.

Le siège social de Wendt & Kühn KG est toujours la maison à colombages de Grünhainichen, acquise peu après la fondation de l'entreprise. L'entreprise emploie près de 200 personnes, en 2020, dont environ 80 se consacrent à la peinture des figurines, quatre peintres étant spécifiquement responsables des visages des figurines.

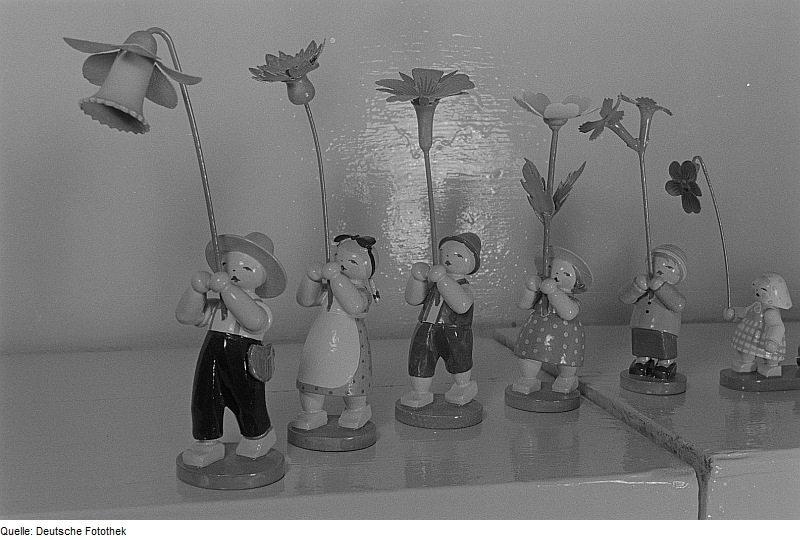
Enfants des fleurs (Foire d'automne de Leipzig 1954)

En 2016, les produits de l'entreprise sont vendus dans deux de ses propres magasins – au siège de l'entreprise à Grünhainichen et à Seiffen – ainsi que par l'intermédiaire de 750 revendeurs agréés en Allemagne et de 250 représentants commerciaux à l'étranger. 
Plus de 2 500 modèles et dessins de figurines transmis par la fondatrice de l'entreprise Margarete Wendt et la designeuse Olly Wendt constituent la base de la gamme de produits. Les figurines sont toujours fabriquées à la main par des ouvriers qualifiés dans les ateliers de Grünhainichen.

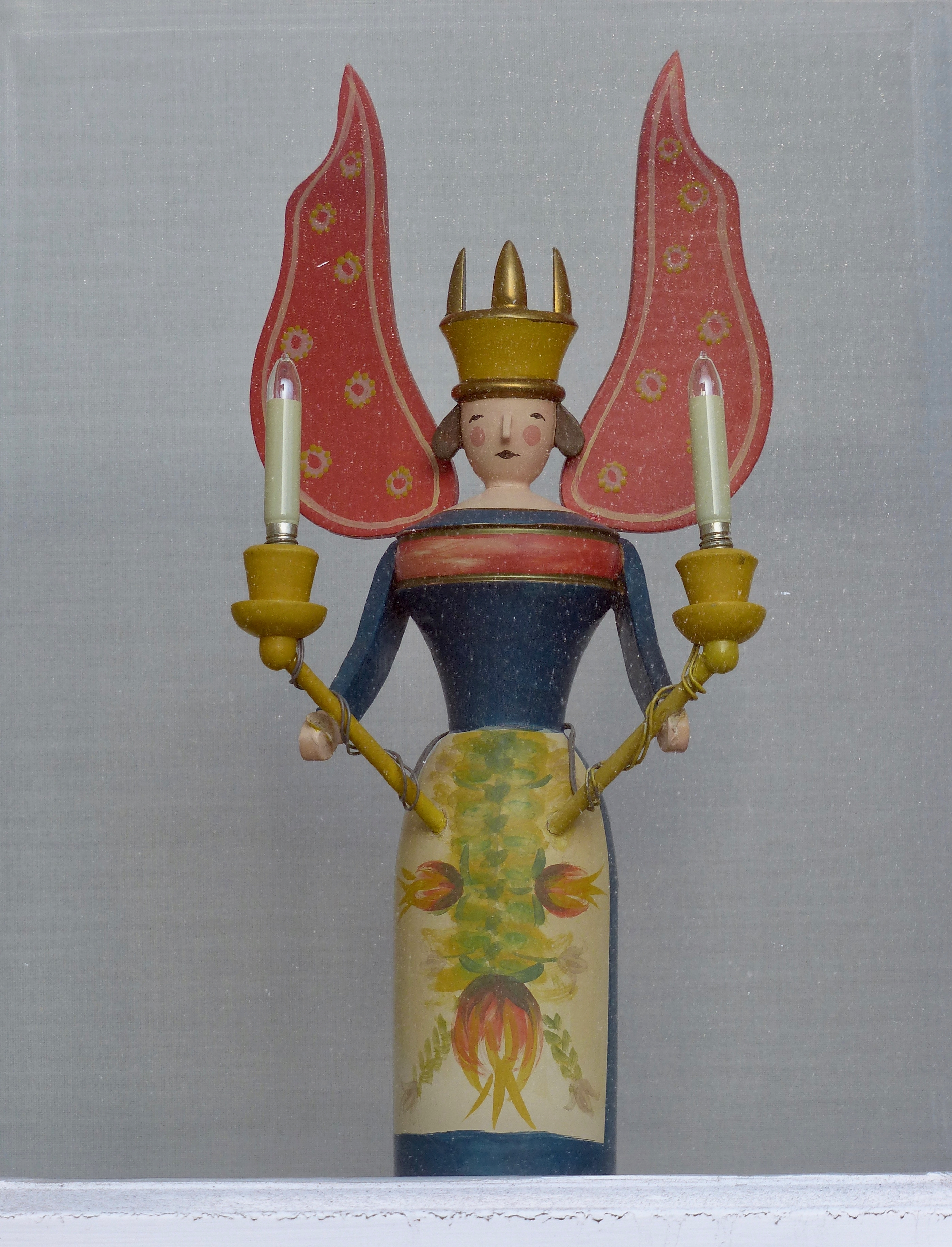
Décoration extérieure de Noël : Ange Lippersdorfer

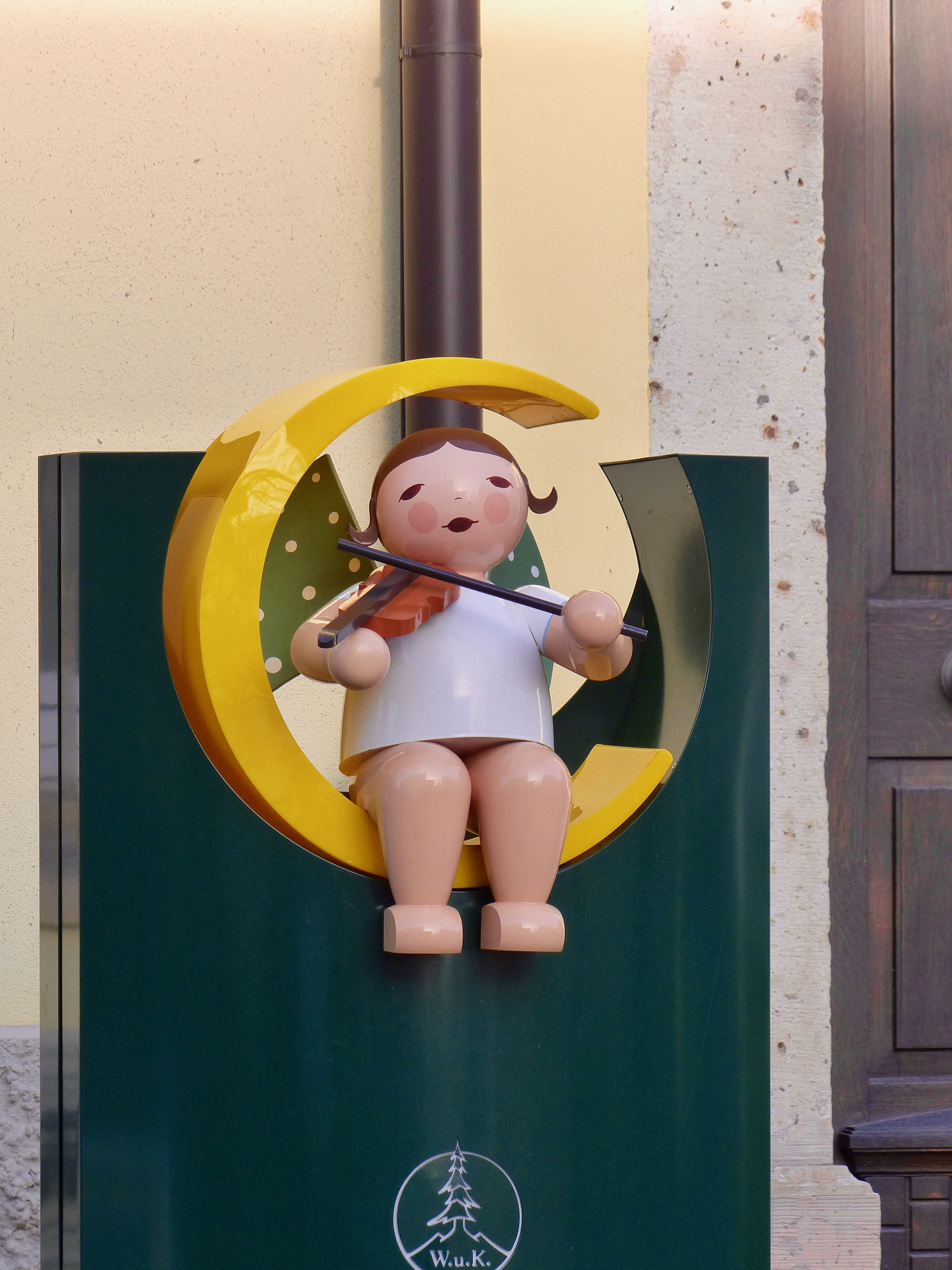
Décoration extérieure : Ange violon Grünhainicher

Le Musée d'art populaire saxon présente en 2016 une exposition complète à l'occasion du 100e anniversaire de l'entreprise . La même année, l'entreprise ouvre un « monde d’aventure » le 3 octobre 2015. Dans ses locaux à Grünhainichen, l'ensemble de l'artisanat est illustré, de la forêt à la vitrine.
En 2016, le président allemand Joachim Gauck offre à l'empereur japonais Akihito, à l'impératrice Michiko et au prince héritier Naruhito un orchestre d'anges de Wendt & Kühn lors de sa visite d'État. 
Une boîte à musique géante avec des personnages typiques de Wendt & Kühn décore chaque année le centre de Grünhainichen à l'époque de Noël. Les figurines sont aussi exposées dans de nombreux musées de folklore et d'histoire locale comme la Manufaktur der Traüme (de)  d'Annaberg-Buchholz, le Musée d'art populaire saxon de Dresde, le Musée des Monts métallifères saxons bohèmes (de) de Marienberg, le Muséee des Monts métallifères de Seiffen (de) et le Musée de Noël et du jouet du château de Scharfenstein (de). 

## Filmographie
- Adina Rieckmann: Einfach himmlisch! 100 Jahre Wendt & Kühn. MDR Sachsen. Série Der Osten – entdecke wo Du lebst, 2014[9]
- Sabine Barth, Dennis Wagner, Die Engel von Grünhainichen. 30 Min. MDR, 2024[10]